# فريق برمجة
في هندسة البرمجيات، تعد برمجة الفريق بمثابة إستراتيجية لإدارة المشاريع لتنسيق توزيع المهام في مشاريع تطوير برامج الكمبيوتر، والتي تتضمن تعيين اثنين أو أكثر من مبرمجي الكمبيوتر للعمل بشكل تعاوني على مهمة فرعية فردية ضمن مشروع برمجة أكبر. بشكل عام، تشير الطريقة التي يتم بها استخدام هذا المصطلح اليوم إلى الأساليب الشائعة في صناعة تطوير البرمجيات حيث يعمل العديد من الأفراد في نفس الوقت في نفس النشاط؛ في هذه الأنظمة، غالبًا ما يتم تجميع المبرمجين في أزواج في نفس محطة عمل الكمبيوتر، حيث يراقب أحدهم الآخر الذي يعمل على البرنامج ويتناوب الأدوار على فترات زمنية.